# マリー・アントワネット (映画)
『マリー・アントワネット』（Marie-Antoinette）は、2006年のアメリカ合衆国・フランスの歴史映画。
ソフィア・コッポラ監督が、初監督作『ヴァージン・スーサイズ』の主演であるキルスティン・ダンストを再び主演に迎えてマリー・アントワネットを描いた伝記映画である。原作は英国の歴史作家アントニア・フレーザーの同名小説（日本語版：野中邦子訳、ハヤカワ文庫.上下巻）。撮影はフランスのヴェルサイユ宮殿で、3ヶ月にわたり行われた。
第59回カンヌ国際映画祭に出品したが、プレス試写ではブーイングが起こった。また、フランスのマリー・アントワネット協会の会長も「この映画のせいで、アントワネットのイメージを改善しようとしてきた我々の努力が水の泡だ」とコメントし本作を非難している。ただし、本作は伝記映画というよりはマリー・アントワネットを一人の少女として描いた青春映画の側面があり、必ずしも史実を忠実に再現する事を意図して製作された作品ではない（上述の批判に対しても主演のダンストが「歴史的事実というよりも歴史的な感覚の映画。マリー・アントワネットの教育用伝記映画を期待しないでほしい」とコメントしている）。根本的なテーマが誰も知る人のいない異国にわずか14歳で単身やってきた少女の孤独である点は、監督の前作の『ロスト・イン・トランスレーション』と類似している。
第79回アカデミー賞にて衣装デザイン賞を受賞（受賞者: ミレーナ・カノネロ）。

## ストーリー
1769年、オーストリアの皇女マリア・アントニア（フランス語では「マリー・アントワネット」）は、オーストリアとフランスの同盟関係強化の一策として、母マリア・テレジアの命によってフランス王室に嫁ぐことになった。フランスの大地を踏み、フランスの服に着替えた彼女は翌年、ルイ16世と式を挙げる。
しかし当初の数年間、男性の性的機能に不都合のあったルイ16世との夫婦生活はなく、「オーストリア女」とよそ者扱いされ、「不妊症かしら」と陰口を叩かれるにつき、結婚生活にストレスを抱えた彼女は次第にパーティーやギャンブル、ドレスや靴のショッピングなど浪費に楽しみを見出し、それに傾斜していくことになる。こうした中、仮面舞踏会でフェルセン伯爵と出会う。
フランスを訪れた兄：ヨーゼフ2世の助言により、子供に恵まれたアントワネットは、田舎風の穏やかな暮らしを愛し、宮廷から逃れ、プチ・トリアノン宮殿に娘や親しい友人とともに過ごすようになる。
やがてフランスではアメリカ独立戦争への援助をきっかけに国の財政が窮乏し始め、民衆の不満の矛先は豪奢な生活を送るマリー・アントワネットに向けられる。飢餓に苦しむ民衆はフランス革命をおこす。
ルイ16世の側近は王と王妃に逃亡を進言するが、ルイ16世は毅然として「私はここに残る」と言い、王妃アントワネットも「私の居場所は王の側です」と言い放つ。そしてやはりベルサイユ宮殿は襲撃され、王と王妃は宮殿から拉致される。

## キャスト (登場順)
| 役名                   | 俳優                                          | 日本語吹替 |
| ---------------------- | --------------------------------------------- | ---------- |
| マリー・アントワネット | キルスティン・ダンスト                        | 園崎未恵   |
| マリア・テレジア女帝   | マリアンヌ・フェイスフル                      | 片岡富枝   |
| メルシー伯爵           | スティーヴ・クーガン                          |            |
| オーストリアの女友達   | クララ・ブライマン メロディー・ベレンフェルト |            |
| ノアイユ伯爵夫人       | ジュディ・デイヴィス                          | 滝沢ロコ   |
| ルイ16世               | ジェイソン・シュワルツマン                    | 佐久田修   |
| プロヴァンス伯爵       | セバスチャン・アルメスト                      | 中川慶一   |
| アルトワ伯爵           | アル・ウィーヴァー                            |            |
| ソフィー内親王         | シャーリー・ヘンダーソン                      |            |
| ヴィクトワール内親王   | モリー・シャノン                              |            |
| ルイ15世               | リップ・トーン                                | 藤本譲     |
| ショワズール公爵       | ジャン＝クリストフ・ブヴェ                    |            |
| 女官たち               | イオ・ボトムズ セリーヌ・サレット             |            |
| デュ・バリー夫人       | アジア・アルジェント                          | 宮寺智子   |
| ポリニャック伯爵夫人   | ローズ・バーン                                | 小島幸子   |
| ヨーゼフ2世            | ダニー・ヒューストン                          |            |
| フェルセン伯爵         | ジェイミー・ドーナン                          |            |
| プロヴァンス伯爵夫人   | クレマンティーヌ・ポワダッツ                  | 清和祐子   |
| シャール公爵夫人       | オーロール・クレマン                          |            |
| ランバル公妃           | メアリー・ナイ                                |            |

## トリビア
- 劇中にこの時代にはある筈のない、コンバースのALL STARが一瞬登場する。
- ヴェルサイユ宮殿での撮影を特別に許可されたが、撮影料は1日1万6千ユーロであった。
- フランスのバンドPHOENIX（ボーカルはソフィア・コッポラの夫トーマス・マーズ）が劇中で演奏している。曲名は「OU BOIVENT LES LOUPS」。

## 音楽
- 音楽プロデューサー：ブライアン・レイツェル（英語版）

### サウンドトラック

#### ディスク1
- "Hong Kong Garden (With Strings Intro)" – スージー・アンド・ザ・バンシーズ
- "Aphrodisiac" – バウ・ワウ・ワウ
- "What Ever Happened" – ザ・ストロークス
- "Pulling Our Weight" – ザ・レディオ・デプト
- "Ceremony" – ニュー・オーダー
- "Natural's Not in It" – ギャング・オブ・フォー
- "I Want Candy (Kevin Shields Remix)" – バウ・ワウ・ワウ
- "Kings of the Wild Frontier" – アダム&ジ・アンツ
- ヴィヴァルディ作曲 "Concerto in G" – Reitzell
- "The Melody of a Fallen Tree" – Windsor for the Derby
- "I Don’t Like It Like This" – ザ・レディオ・デプト
- "Plainsong" – ザ・キュアー

#### ディスク2
- "Intro Versailles" – Reitzell / Beggs
- "Jynweythek Ylow" – エイフェックス・ツイン
- "Opus 17" – Dustin O’Halloran
- "Il Secondo Giorno (Instrumental)" – エール
- "Keen On Boys" – ザ・レディオ・デプト
- "Opus 23" – Dustin O’Halloran
- クープラン作曲： "Les barricades mystérieuses" / Reitzell
- "Fools Rush In (Kevin Shields Remix)" – バウ・ワウ・ワウ
- "Avril 14th" – エイフェックス・ツイン
- ドメニコ・スカルラッティ作曲："K. 213" / Reitzell
- "Tommib Help Buss" – スクエアプッシャー
- ラモー作曲：抒情悲劇《カストールとポリュックス》より「Tristes apprêts, pâles flambeaux」
指揮：ウィリアム・クリスティ、演奏：レザール・フロリサン、歌：アニエス・メロン、原版：ハルモニア・ムンディ
- "Opus 36" – Dustin O’Halloran
- "All Cats Are Grey" – ザ・キュアー

### CD未収録楽曲
- ラモー作曲：オペラ＝バレ《優雅なインドの国々》より「1er Menuet pour 'Les Guerriers et les Amazones', 2ème Menuet」
  - 指揮：ウィリアム・クリスティ、演奏：レザール・フロリサン、原版：ハルモニア・ムンディ
- ラモー作曲：抒情喜劇《プラテー》より「Aux lagueurs d'Apollon」
  - 指揮：ジェフリー・スキッドモア、演奏：エクス・カテドラ、歌：キャロリン・サンプソン、原版：ハイペリオン・レコード

## 作品の評価
Rotten Tomatoesによれば、批評家の一致した見解は「豪華な映像と大胆なサウンドトラックによって本作は大抵の時代劇とは一線を画している。実際、悲劇的運命にある王妃のコッポラによる描き方ではプロットやキャラクター描写よりもスタイルが完全に優先されている。」であり、215件の評論のうち高評価は57%にあたる122件で、平均点は10点満点中6.09点となっている。
Metacriticによれば、37件の評論のうち、高評価は22件、賛否混在は10件、低評価は5件で、平均点は100点満点中65点となっている。